# Apicia carcearia
Apicia carcearia là một loài bướm đêm trong họ Geometridae.